# Ammitakum
Ammitakum (i. e. 16. század) valószínűleg a jamhadi II. Jarimlím fia, de a kor és a családi viszonyok homályosak. Jarimlím Alahtum kormányzója volt bátyja, I. Abbán uralkodása alatt, majd erőszakkal szerezte meg Jamhad trónját. Utódja idősebb fia, Níkmepa lett, Alahtumban pedig ifjabb fia, Ammitakum kormányzott. Ahogyan Jarimlím korábban már csaknem önálló királyságot igazgatott Alahtumból, úgy az ő fia, Ammitakum is függetlenedett Jamhadtól és a fivérek uralkodásának végére létrejött az önálló Mukis, amely korábban Jamhad főhatalma alatt álló hercegi territórium volt.
Egy alalahi táblán olvasható egy szöveg, amelyben Irkabtum egy birkát áldoz Ammitakumnak egy város megvásárlása kapcsán. Ebből békés, kereskedelemre épülő viszonyok tűnnek ki, legalábbis a rokonok által kormányzott két ország között. Ebből az időből származik a habiruk első említése, akik egy újabb szemita vándorlás hullámában érkeztek meg Nyugat-Mezopotámiába. Szemuma habiru király szerződést is kötött Ammitakummal. Ez az időszak azonban a hurrik első megjelenésének ideje is. A hurrik feltűnése mozgolódást okozott a térségben, Nastarbi településen a hurrik által inspirált lázadás tört ki, amit még több követett. Ammitakum megszigorította a határok őrzését és tovább erősítette a habirukkal a szövetséget.
Valószínűleg ő volt még az uralkodó, amikor I. Hattuszilisz hettita király megostromolta és hódoltatta Alalahot. A Hettita Birodalom azonban nem tagolta be az államba Mukist, hanem vazallus királysággá lett. Hattuszilisz rövidesen bekövetkező halála után I. Murszilisz még érvényesíteni tudta főhatalmát Mukis felett, de később újra függetlenedett. Ammitakum túlélte bátyját, unokaöccsével, Irkabtummal folytatott levelezésének egy része ismert. Mégis egy másik unokaöccse, Níkmepa ifjabb fia, Ilim-ilimma követte Mukis trónján. Feltehető azonban, hogy az ő fia volt akkor már a jamhadi király, II. Hammurapi.